# Pterographium
Pterographium is een geslacht van vlinders uit de familie van de prachtvlinders (Riodinidae), onderfamilie Riodininae.
Pterographium werd in 1910 voor het eerst wetenschappelijk beschreven door Stichel.

## Soort
Pterographium omvat de volgende soort:
- Pterographium sicora (Hewitson, 1875)